# 속폐쇄근신경
속폐쇄근신경(obturator internus nerve, nerve to obturator internus), 또는 내폐쇄근신경은 속폐쇄근과 위쌍동근에 분포하는 신경이다.

## 구조
속폐쇄근신경은 허리엉치신경얼기에서 시작된다. 구체적으로는 L5, S1, S2 척수신경의 앞가지에서 갈라져 나온다.
허리엉치신경얼기에서 갈라져 나온 이후로는 궁둥구멍근 아래의 큰궁둥구멍을 통해 골반을 떠나고, 위쌍동근의 뒷면 위쪽으로 주행하며 위쌍동근에 가지를 낸다.
그 후에는 궁둥뼈가시를 가로질러 작은궁둥구멍을 통해 골반으로 다시 들어가고 속폐쇄근의 골반 쪽 표면을 관통하며 분포한다.

## 같이 보기
- 폐쇄신경
- 넙다리네모근신경

## 참고 문헌
이 문서는 현재 퍼블릭 도메인에 속하는 그레이 해부학 제20판(1918) page 957의 내용을 기초로 작성된 글이 포함되어 있습니다.